# Системно-структурная организация материального мира
Системно-структурная организация материального мира — философское учение об организации, структуре, взаимосвязи и взаимодействии  между собой всех материальных тел во Вселенной в виде структурных систем и подсистем, а также их элементов.
Данное понятие происходит из современной материалистической философии, и рассматривает природу как систему материальных объектов состоящих из множества подсистем, структурированных вертикально от нижних к более высоким уровням организации материи, которые в свою очередь являются элементами систем более высокого уровня. Каждая подсистема в структуре Вселенной представляет собой самостоятельную систему определенного уровня, являясь, в то же время элементом другой системы более высокого уровня. Подобно тому, как к примеру атом углерода представляет собой структурный элемент системы молекулы белка последняя является отдельным элементом клетки.
Поскольку если какой-либо объект не может оказывать никакого воздействия на другие объекты во Вселенной, и какие-либо другие объекты также не оказывают на него совершенно никакого воздействия, данный объект не может быть частью Вселенной, каждая система находится в непрерывном движении и взаимодействии с другими системами того же уровня структурной организации материи, что обеспечивает непрерывное протекание различных процессов в природе и постоянное развитие Вселенной. Такое взаимодействие между элементами в зависимости от уровня организации материи имеет различный характер: оно может быть, к примеру, тепловым, гравитационным, электромагнитным и т. д. и т. п.
Следовательно, взаимодействие между элементами какой либо системы приводит к изменению состояния самой системы, что влечёт возникновение каких либо изменений на вышестоящих структурных уровнях, однако закономерности этих взаимодействий на каждом уровне свои собственные, что делает аналогию между различными природными явлениями и процессами не всегда возможной.